# Steve Mullings
Steve Mullings (29 november 1982) is een Jamaicaanse sprinter. Hij werd nationaal kampioen in verschillende sprintdisciplines.

## Loopbaan
In 2001 behaalde Mullings zijn eerste internationale succes door brons te winnen op de 100 m tijdens de Pan-Amerikaanse jeugdkampioenschappen.
Op 28 juli 2007 werd hij in Zaragoza Jamaicaans kampioen op de 100 m met een tijd van 9,91 s. Vanwege een niet toelaatbare rugwind van 3,7 m/s is deze tijd niet officieel erkend.
Op het WK 2007 in Osaka won Steve Mullings met het Jamaicaanse team hun heat op de 4 x 100 m estafette in 38,02. Hij maakte echter geen onderdeel meer uit van de finaleploeg van Jamaica, bestaande uit Marvin Anderson, Usain Bolt, Nesta Carter en Asafa Powell, die zilver won in 37,89 achter het team van de Verenigde Staten en voor dat van Groot-Brittannië.

## Doping
Mullings werd in 2011 betrapt op doping. Volgens de krant Jamaica Gleaner testte Mullings na het nationale kampioenschap van het Caribische eiland positief op een maskeringsmiddel. Dat betekende het einde van de carrière van de 100- en 200-meterloper, die voor het leven werd geschorst. In 2004 en 2005 was hij al voor twee jaar geschorst vanwege te hoge testosteronwaarden.

## Titels
- Wereldkampioen 4 x 100 m estafette - 2009
- Jamaicaans kampioen 200 m - 2004
- Jamaicaans kampioen 100 m - 2007

## Persoonlijke records
Outdoor
| Onderdeel | Prestatie | Datum            | Plaats  |
| --------- | --------- | ---------------- | ------- |
| 100 m     | 9,80 s    | 4 juni 2011      | Eugene  |
| 200 m     | 19,98 s   | 20 augustus 2009 | Berlijn |

Indoor
| Onderdeel | Prestatie | Datum            | Plaats       |
| --------- | --------- | ---------------- | ------------ |
| 60 m      | 6,59 s    | 6 maart 2004     | Manhattan    |
| 200 m     | 20,72 s   | 13 februari 2004 | Fayetteville |

## Palmares

### 100 m
Kampioenschappen
- 2001:  Pan-Amerikaanse jeugdkampioenschappen - 10,59 s

Diamond League-podiumplekken
- 2011:  Prefontaine Classic – 9,80 s
- 2011:  Adidas Grand Prix – 10,26 s

### 200 m
- 2009: 5e WK - 19,98 s

### 4 x 100 m estafette
- 2009:  WK - 37,31 s

1983 King, Gault, Smith, Lewis ·
1987 McRae, McNeill, Glance, Lewis ·
1991 Cason, Burrell, Mitchell, Lewis ·
1993 Drummond, Cason, Mitchell, Burrell ·
1995 Esmie, Gilbert, Surin, Bailey ·
1997 Esmie, Gilbert, Surin, Bailey ·
1999 Drummond, Montgomery, Lewis, Greene ·
2001 Nagel, du Plessis, Newton, Quinn ·
2003 Capel, Williams, Patton, Johnson ·
2005 Doucouré, Pognon, De Lépine, Dovy ·
2007 Patton, Spearmon, Gay, Dixon ·
2009 Mullings, Frater, Bolt, Powell ·
2011 Carter, Frater, Blake, Bolt ·
2013 Carter, Bailey-Cole, Ashmeade, Bolt ·
2015 Carter, Powell, Ashmeade, Bolt ·
2017 Ujah, Gemili, Talbot, Mitchell-Blake ·
2019 Coleman, Gatlin, Rodgers, Lyles ·
2022 Brown, Blake, Rodney, De Grasse ·
2023 Coleman, Kerley, Carnes, Lyles